# Poupées traditionnelles japonaises
 (octobre 2020).
Si vous disposez d'ouvrages ou d'articles de référence ou si vous connaissez des sites web de qualité traitant du thème abordé ici, merci de compléter l'article en donnant les références utiles à sa vérifiabilité et en les liant à la section « Notes et références ».

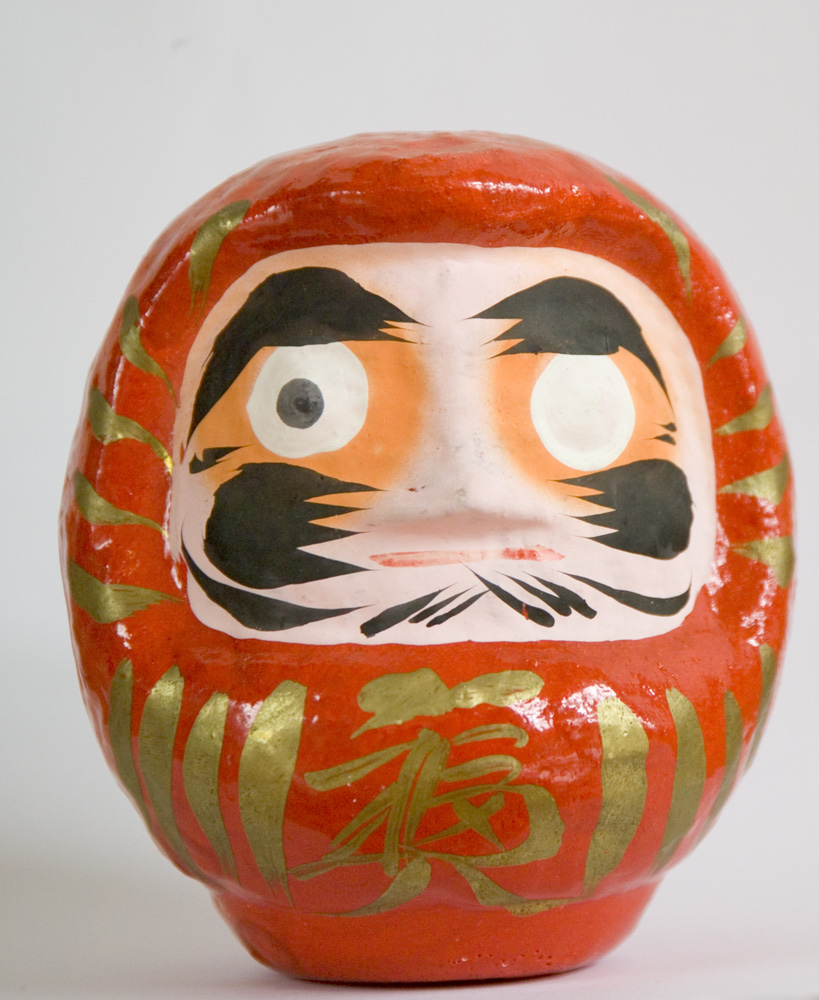
Daruma.

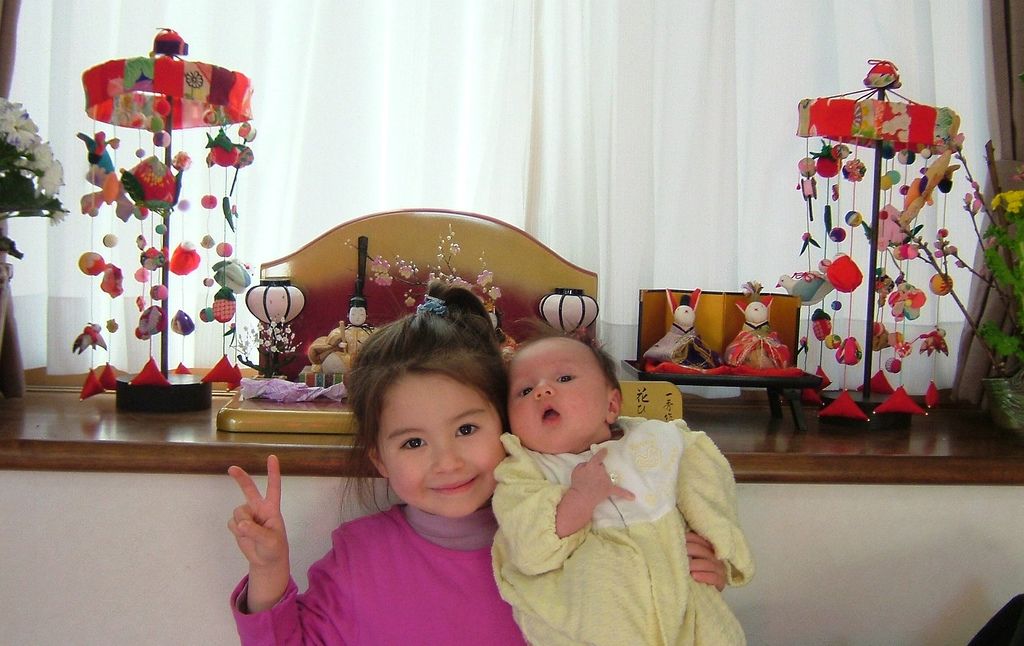
Deux petites filles et décorations de Hina matsuri.

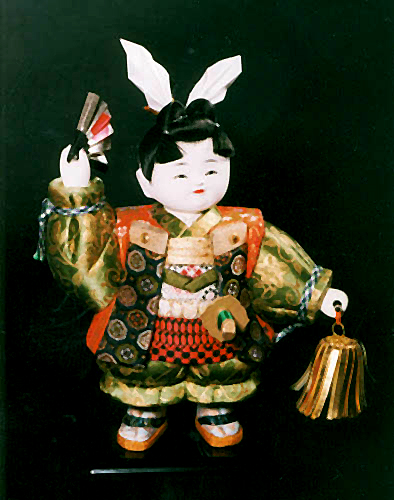
Momotarō.

Les poupées traditionnelles japonaises sont appelées en japonais ningyō (人形, littéralement « figure humaine »).

## Histoire
Certains voient une continuité entre la création par la culture Jōmon d'images représentant des humains (entre -8000 et -200), et les premières figures funéraires haniwa de la culture Kofun. Alan Pate note que des documents datant de -3 font référence à la fabrication d'une poupée d'herbe qui serait ensuite bénie et jetée dans la rivière au sanctuaire Ise-jingū. Cette coutume est probablement encore plus ancienne ; elle est à l'origine de Hina matsuri.
Il y a plusieurs types de poupées japonaises, certaines représentant des enfants et bébés, d'autres des membres de la cour impériale, d'autres des guerriers et héros, d'autres des personnages de contes de fée ou de la mythologie japonaise (mais rarement des démons), ainsi que tout simplement des Japonais. Beaucoup furent, au début, créées pour être utilisées dans des cérémonies chez soi, ou comme cadeaux formels, ou encore pour des célébrations telles que Hina matsuri, Kodomo no hi (anciennement Tango no sekku). D'autres furent fabriquées pour être vendues comme souvenirs d'une visite à un temple.
Aux environs de l'an 1000, il y avait déjà plusieurs types de poupées bien définies ; on le sait grâce au roman de Murasaki Shikibu, Le Dit de Genji (Genji monogatari). Les filles jouaient avec des poupées et des maisons de poupées, les femmes faisaient des poupées pour protéger leurs enfants ou petits-enfants, et des poupées étaient utilisées dans des cérémonies religieuses, prenant sur elles les péchés des personnes qui les ont touchées. Les premiers fabricants de poupées furent très probablement les sculpteurs des temples, qui faisaient des figurines de bois peint représentant des enfants (les poupées saga). Les possibilités qu'offrait cette forme d'art, utilisant du bois recouvert d'une laque appelée gofun (胡粉) faite de colle et de coquille d'huître, et des textiles, étaient vastes. Parmi les exemples les plus importants, on trouve de grandes images de héros légendaires, souvent avec des articulations, qui étaient à l'honneur lors des festivals, emportés dans les rues des villes (par exemple, lors du Gion matsuri de Kyōto), des poupées utilisées au théâtre, et des poupées bunraku, une forme de théâtre qui rivalisait avec le kabuki et qui existe encore de nos jours.
Pendant l'époque d'Edo, lorsque le Japon était fermé au commerce extérieur (sakoku), se développe la coutume parmi les riches de payer des fabricants de poupées pour des figurines à mettre comme décoration chez eux, ou pour les donner, des cadeaux précieux[Quoi ?]. Se développèrent des sortes de poupées de plus en plus nombreuses, raffinées et détaillées. Leur fabrication fut alors régulée par le gouvernement ; les artisans pouvaient alors être arrêtés pour avoir violé des lois sur les matériaux permis dans la construction des poupées, ainsi que sur leur hauteur.

## Types de poupée

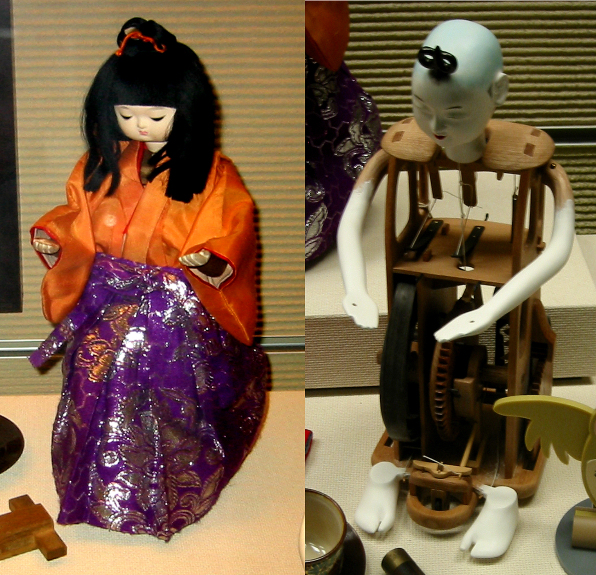
Karakuri, automate serveur de thé et son mécanisme, XIXe siècle.

### Leskarakuri
Les karakuri (からくり) sont des poupées mécaniques ; elles incluent les grandes poupées sur les chars de festival, souvent avec de la musique incorporée.

### Lesgosho
Les gosho (御所人形, gosho ningyō), sont dans la forme de bébés gros et mignons. Le gosho de base est celui représentant un bébé garçon assis, presque nu, à la peau très blanche, mais il existe aussi des gosho avec des vêtements complexes, des cheveux et des accessoires. On les trouve en version mâle ou femelle. Ils étaient à l'origine des cadeaux associés à la cour impériale ; gosho peut se traduire comme « palais » ou « cour ».

### Leshina
Les poupées hina (雛) sont celles de Hina matsuri (雛祭り), le festival des poupées. Elles peuvent être faites de plusieurs matériaux, mais la hina classique a une forme plutôt pyramidale, a plusieurs couches de textiles remplies de paille et/ou morceaux de bois, des mains (et parfois des pieds) taillées recouvertes de gofun, et une tête de bois recouverte également de gofun, avec des yeux fixes de verre (avant 1850, les yeux étaient gravés dans le gofun et peints), et des cheveux humains ou synthétiques (soie). Un jeu complet comprend au moins quinze poupées représentant chacune des personnages spécifiques, avec beaucoup d'accessoires (dogu), quoique le jeu de base est d'une paire de poupées, l'une masculine, l'autre féminine, souvent dites l'Empereur et l'Impératrice.

### Lesmusha
Les poupées musha (武者) représentent des guerriers ou guerrières. Les matériaux utilisés sont similaires à ceux des poupées hina, mais leur fabrication est plus compliquée puisque les figures représentent des hommes ou femmes assis, debout ou à cheval. Ils portent une armure, un casque et des armes de papier laqué, souvent à couleurs métalliques. Il n'y a pas de jeu spécifique de ce genre de poupée ; on trouve, parmi d'autres, des représentations de l'empereur Jimmu ; l'impératrice Jingū et son premier ministre Takenouchi, tenant dans ses bras l'empereur nouveau-né ; Shōki l'exorciste ; Toyotomi Hideyoshi et ses généraux, et des figures des contes de fée, dont Momotarō ou Kintarō.

### Lesichimatsu
Les poupées ichimatsu (市松人形, ichimatsu ningyō) représentent des petites filles ou des petits garçons, bien proportionnés, normalement colorés (pas de gofun pour donner à la peau une couleur blanche) et aux yeux de verre. Les premières furent nommées en honneur d'un acteur de kabuki célèbre du XVIIIe siècle et représentaient alors probablement un homme adulte, mais depuis la fin du XIXe siècle le terme s'applique aux poupées en forme d'enfant. Les poupées mâles aux expressions espiègles furent les plus populaires à la fin du XIXe et au début du XXe siècle, mais en 1926 le Friendship Doll Exchange fit faire 58 poupées représentant des petites filles à envoyer aux enfants du Japon de la part des enfants des États-Unis ; cet évènement popularisa les poupées femelle à expression sérieuse et douce et portant un kimono.

### Kimekomietkamo
Kimekomi se réfère à une manière de fabriquer des poupées. Les ancêtres des kimekomi (木目込) sont les poupées kamo, faites en bois de saule et décorées de morceaux de tissu. Les poupées kimekomi commencent à partir d'un simple morceau de bois taillé (ou plastique de nos jours). On choisit des bouts de tissu de couleur et de dessin différents, et la base est entaillée pour y faire cacher le tissu[pas clair]. Le tissu est collé et les bords sont forcés dans les fentes. La tête et les mains (s'il y en a) sont recouvertes de gofun ; les cheveux peuvent être gravés dans le bois ou être une petite perruque. Ces poupées sont assez populaires ; on trouve au Japon des petites trousses contenant tout ce qu'il faut pour en faire un kimekomi, la tête laquée incluse.

### Leskokeshi
Les poupées kokeshi (小芥子) existent depuis cent cinquante ans et sont originaires du nord de l'île de Honshū. Elles furent fabriquées au début pour les enfants des paysans. Elles n'ont ni bras ni jambes mais une grande tête et un corps cylindrique ; elles représentent des petites filles. Aujourd'hui elles sont souvent achetées comme souvenirs par les touristes.

### Lesdaruma

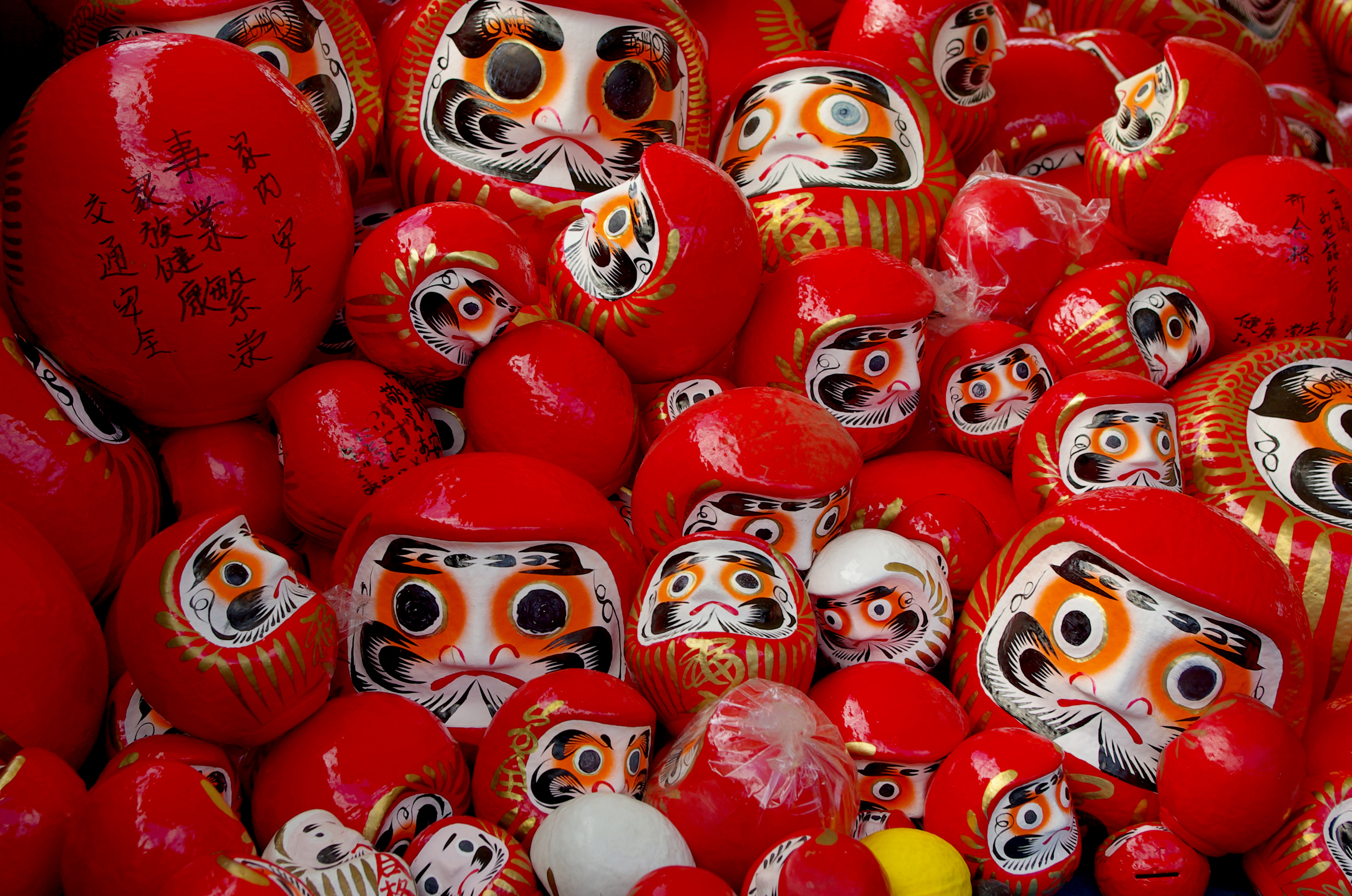
Poupées daruma.

Les daruma (達磨) sont des poupées sphériques à corps rouge et visage blanc sans pupilles. Ils représentent un prêtre qui fonda le zen il y a environ 1 500 années. Ces poupées sont censées donner de la chance et du courage pour arriver à ses objectifs. Il faut dessiner la pupille dans le blanc de l'œil quand on fait un souhait ou qu'exprime un objectif à atteindre, puis l'autre quand le vœu s'est réalisé. On peut le faire toute l'année, mais le plus souvent, ce sera au moment du Nouvel An.
La poupée daruma représente Bodhidharma, un religieux indien de la secte bouddhique dhyana venu en Chine pour pouvoir diffuser les préceptes du bouddhisme.
Selon la légende, il est dit qu'il passa neuf années à méditer assis devant l'entrée d'une grotte, afin d'atteindre l'illumination. Ce qui lui fit perdre l'usage de ses membres, c'est pour cela que la poupée est représentée sans aucun membre apparent. Une autre légende dit que durant sa méditation il s'endormit et qu'en se réveillant il découpa et jeta ses paupières. À l'endroit où tombèrent ses paupières, la légende dit que surgirent les premières pousses de thé vert.
Certains s'appliquent aussi à dire que Bodhidharma serait le fondateur du kung fu et du karaté. Arrivant en Chine, il vit l'état lamentable des moines de l'époque et décida de leur enseigner un art de combat pour que ceux-ci sortent de la misère et sachent se défendre face aux dangers extérieurs au temple. Il aurait été le fondateur des arts martiaux de Shaolin.

### Diverses autres poupées

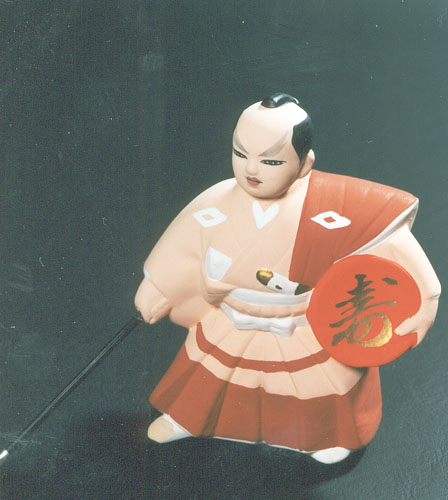
Kuroda bushi (Hakata ningyō).

Des poupées à peau de soie, ou « visage de masque », furent populaires dans les années 1920 et 1930. Elles permettaient à tout le monde de faire un kimono détaillé[pas clair] représentant des femmes de différentes périodes de l'histoire du Japon, particulièrement la période d'Edo. Ces poupées sont populaires parmi les membres des forces armées alliées dans le Japon d'après-guerre, quoiqu'ils en choisissaient aussi avec des têtes gofun.
Les poupées en biscuit sont faites d'argile ; c'est une spécialité de Fukuoka. Les hakata ningyō (博多人形) sont célèbres partout au Japon.
Les ningyō anesama (姉様, « poupées sœur aînée ») et shiori (栞, « poupées marque-page »), respectivement), sont faites de papier washi. Les premières sont tri-dimensionnelles, et les secondes plates. Les anesama ningy ont souvent des coiffures complexes et des costumes faits de papier washi (和紙) de haute qualité ; elles n'ont souvent pas de visage. Celles de la préfecture de Shimane sont les plus célèbres.

### Les poupées récentes
Parmi les poupées japonaises plus récentes et moins traditionnelles, on trouve les Ball Jointed Dolls, dont le Super Dollfie de Volks, dont la popularité monte aux États-Unis et ailleurs.